# Солодовников, Алексей Емельянович
Алексей Емельянович Солодовников (16 марта 1912 года, Омская губерния — 17 июля 1986 года, Челябинская область) — советский военнослужащий, участник Великой Отечественной войны, полный кавалер ордена Славы. Один из немногих полных кавалеров ордена Славы, награждённых четырьмя орденами Славы.

## Биография
Родился 16 марта 1912 года в деревне Павловка, Исилькульской волости Омской губернии. Окончил 5 классов, трудовую деятельность начал простым подпаском. Окончил курсы учителей начальных классов, работал сельским учителем в селе Одесское той же области.
В 1934 году был призван в Красную Армию. В 1935 году окончил в школу санитарных инструкторов в городе Иркутске. Участник советско-финляндской войны 1939—1940 годов.
В июле 1941 года Исилькульским райвоенкоматом был вновь призван в армию. С ноября 1941 года участвовал в боях с захватчиками на Южном, затем Северо-Кавказском фронтах. Воевал по специальности, полученной до войны — санинструктором. В составе 107-й стрелковой бригады гвардии старшина Солодовников участвовал в боях на Малой Земле, освобождении Таманского полуострова. Член ВКП(б) с 1943 года. Был ранен, награждён медалью «За отвагу».
После госпиталя был направлен в 32-ю гвардейскую стрелковую дивизию. Здесь скрыл свою специальность и по собственной просьбе зачислен в пулеметный расчет. В составе пулемётной роты 82-го гвардейского стрелкового полка участвовал в боях за освобождение Таманского полуострова.
Отличился в боях на Керченском полуострове в январе 1944 года. 11 января при отражении атаки противника выдвинулся с расчетом во фланг наступающей пехоты. Не взирая на сильный обстрел, пулемётным огнём уничтожил свыше 15 противников, подавил две огневые точки противника. Своими действиями создал условия для успешной контратаки нашей пехоты, которая ворвалась во вражеские траншеи. Приказом по частям 32-й гвардейской стрелковой дивизии от 24 января 1944 года награждён орденом Славы 3-й степени.
17 марта 1944 года при прорыве обороны противника расчет гвардии старшины Солодовникова действовал в составе штурмовой группы. Несмотря на сильный огонь противника, вёл свои расчетом беспрерывный огонь по врагу, подавил огонь трёх пулеметных точек, уничтожил до 40 противников. В том же бою был ранен и направлен в госпиталь.
Приказом по войскам Отдельной Приморской армии от 16 апреля 1944 года награждён орденом Славы 2-й степени.
После госпиталя вернулся на фронт только через несколько месяцев и снова попал в другую часть — 327-й горно-стрелковый полк 128-й горно-стрелковой дивизии. Воевал на 4-м Украинском фронте.
21 сентября 1944 года в бою за село Боров гвардии подавил 3 огневые точки противника, мешавшие продвигаться стрелковым подразделениям. Вместе с расчётом ворвался на окраину села и огнём из пулемёта способствовал его освобождению. Командиром полка был представлен к награждению орденом Славы 2-й степени.
Пока наградные документа ходили по инстанциям, вновь отличился.
12 октября 1944 года в районе населенного пункта Звала, отражая контратаку противника, из пулемёта подавил 4 огневые точки и истребил более 20 противников, чем способствовал захвату стрелковыми подразделениями этого населённого пункта. 16 октября в бою за безымянную высоту, будучи раненым, продолжал вести огонь из пулемёта, поддерживая атакующую пехоту, подавил огонь двух пулемётных точек. За этот бой командиром полка был вновь представлен к награждению орденом Славы 2-й степени.
Ранение было в обе ноги и оказалось серьезным. Был эвакуирован в тыл. Он так и не узнал о новых наградах.
Приказами по войскам 1-й гвардейской армии № 066/н от 18 ноября 1944 года и № 069/н от 14 декабря 1944 года награждён двумя орденами Славы 2-й степени. Причем в первом приказе ошибка в фамилии — "Салодовников".
В госпиталях провёл длительное время, здесь встретил День Победы. В октябре 1945 года был демобилизован. Вернулся в родное село.
В 1953 году переехал в город Коркино Челябинской области. Работал на Коркинском вскрышном разрезе, затем на Коркинской колбасной фабрике.
По свидетельству земляков, вернулся с фронта без орденов. Единственный врученный орден Славы 3-й степени потерял в одном из боев. В конце 1960-х годов обратился в Министерство Обороны с запросом о восстановлении награды. Тогда и выяснилось, что в разное время он был награждён и другими орденами Славы.
Указом Президиума Верховного Совета СССР от 1 октября 1968 года в порядке перенаграждения Солодовников Алексей Емельянович награждён орденом Славы 1-й степени. Тогда же ветерану был вручен и орден Славы 2-й степени. Стал полным кавалером ордена Славы.
Скончался 17 июля 1986 года. Похоронен на городском кладбище Коркино.

## Награды
- Орден Отечественной войны 1-й степени
- Орден Славы 1-й степени (01.10.68) — перенаграждение с ордена Славы 2 степени (14.12.44)
- Орден Славы 2-й степени (18.11.44)
- Орден Славы 3-й степени (16.4.44)[1]
- Орден Славы 3-й степени (24.01.44)
- Медаль «За отвагу»
- медали СССР